# Nassarius luridus
Nassarius luridus là một loài ốc biển, một động vật thân mềm chân bụng sống ở biển thuộc họ Nassariidae.

## Mô tả
Kích thước vỏ dao động từ 12 mm đến 20 mm.

## Phân bố
Loài này xuất hiện ở Ấn-Tây Thái Bình Dương ngoài khơi Indonesia.